# سوپر جام فوتبال کاتالونیا
سوپر جام فوتبال کاتالونیا یک مسابقه سوپر جام است که توسط فدراسیون فوتبال کاتالونیا از سال ۲۰۱۴ برگزار می‌شود. این مسابقه دارای دو باشگاه برتر کاتالان از لالیگا است.

## قهرمانان
| تیم      | قهرمانی | سال        | نایب‌قهرمانی | سال        |
| -------- | ------- | ---------- | ----------- | ---------- |
| بارسلونا | ۲       | ۲۰۱۴، ۲۰۱۸ | ۱           | ۲۰۱۶       |
| اسپانیول | ۱       | ۲۰۱۶       | ۲           | ۲۰۱۴، ۲۰۱۸ |
| ژیرونا   | ۱       | ۲۰۱۹       | –           | –          |